# Islamisk fundamentalism
Islamisk fundamentalism är fundamentalism som har sin grund inom islam. Begreppet används ofta synonymt med islamism, viljan att bilda en islamisk stat, men detta är inte nödvändigtvis korrekt i alla sammanhang.
Till sitt ursprung är ordet fundamentalism kristet, men efter 1970 används begreppet även som ideologi och verksamhetsform i icke-kristna grupperingar. Den snabba framväxten av politisk-religiösa muslimska grupper, inte minst den islamiska revolutionen 1978–1979, bidrog till detta och begreppet ersätts allt oftare med islamism eller politisk islam.

## Jan Hjärpes förslag till kategorisering
Enligt en kategorisering som föreslagits av islamologen Jan Hjärpe kan islam religionssociologiskt indelas på följande sätt:
1. Traditionalism
2. Fundamentalism
3. Modernism
4. Sekularism

Fundamentalismen är ett försök att rensa traditionalismen, d.v.s. islam som den utövats på folklig nivå under århundraden, från påstådda avvikelser och inflytande från lokala kulturer. Modernismen betecknar ett försök på 1800-talet att anpassa islams utövning till moderna förhållanden, utan att förändra budskapet och trons dogmer. Sekularism innebär, som för alla andra religioner, att man gör en åtskillnad mellan stat/politik och religion, oavsett vilken syn man har på religionen som sådan.
Ett exempel på fundamentalistisk islam är Saudiarabien, som formellt lyder under wahabismen, en radikal salafistisk riktning inom islam. Fundamentalistisk shiaislam är tongivande i bl.a. Iran.